# فيصل الخميسي
فيصل الخميسي رئيس مجلس إدارة الاتحاد السعودي للأمن السيبراني والبرمجة والدرونز، ورجل أعمال رائد في مجال التقنية، خبرة لأكثر من 20 عاما في مجال تقنية المعلومات مع اهتمام خاص بتطبيقات الموبايل والذكاء الصناعي. رئيس شركة موزلت (Pte Mozat Ltd) والتي تعد واحدة من أكبر شركات تطبيقات الموبايل في شرق آسيا، والتي يعمل فيها أكثر من 200 مهندس نظم في سنغافورة، بالإضافة للرياض والصين، وهي مصنفة من ضمن أكبر 10 شركات في منطقة الشرق الأوسط لكل من. يعد الخميسي من أول السعوديين والعرب تغريداً في تويتر.

## الحياة المهنية
ترأس فيصل خميسي منصب رئيس مجلس إدارة الاتحاد السعودي للأمن السيبراني والبرمجة والدرونز في السابع من يناير 2018، كما ترأس منصب رئيس مجلس إدارة الشركة السعودية للحوسبة السحابية في الخامس من يونيو 2022.